# Š

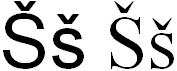
Š in hoofd- en kleine letters.

Het grafeem Š, š (Latijnse S met haček) wordt in verschillende contexten gebruikt, meestal ter aanduiding van de stemloze postalveolaire fricatief [ʃ] (sh).

## Hoofdgebruik
Het symbool stamt af van het 15e-eeuwse Tsjechische alfabet zoals dit was geïntroduceerd door de hervormingen van Jan Hus. Een voorbeeld is de Tsjechische autobouwer Škoda.
Vervolgens werd het door Ljudevit Gaj in 1830 overgenomen in het Kroatische alfabet, en het komt ook voor in het Sloveense en Bosnische alfabet. In het Sloveense vertegenwoordigt het / ʂ /.
Het wordt ook gebruikt voor het Lets, het Litouws en het Noord-Sotho, ook als teken voor / ʃ /. Het wordt ook in het Estisch en het Fins gebruikt voor leenwoorden.

## Transliteratie
Het is de romanisatie van de cyrillische ш in ISO 9 en wetenschappelijke transliteraties, alsook voor het Macedonisch, Bulgaars en Servisch. Het kan ook worden gebruikt in transliteraties van het Oekraïens.
Het grafeem kan ook worden gebruikt om het spijkerschriftteken voor de Sumerische en Akkadische / ʃ / of / ʧ /-fonemen en (op basis van Akkadische orthografie) het Hettitische / s /-foneem, alsook het / ʃ /-foneem van de Semitische talen te translitereren. Dit gebeurt bijvoorbeeld bij de stad Aššur (uitspraak: Asjoer).
Het kan ook worden aangewend voor de sjien (Fenicisch alfabet:  en afgeleiden), de directe voorloper van de cyrillische ш.